# Arene
Arene is een geslacht van weekdieren uit de klasse van de Gastropoda (slakken).

## Soorten
- Arene adusta McLean, 1970
- Arene bairdii (Dall, 1889)
- Arene balboai (Strong & Hertlein, 1939)
- Arene bitleri Olsson & McGinty, 1958
- Arene boucheti Leal, 1991
- Arene brasiliana (Dall, 1927)
- Arene briareus (Dall, 1881)
- Arene carinata Carpenter, 1857
- Arene centrifuga (Dall, 1896)
- Arene cruentata (Megerle von Mühlfeld, 1824)
- Arene curacoana Pilsbry, 1934
- Arene echinacantha (Melvill & Standen, 1903)
- Arene echinata McLean, 1970
- Arene ferruginosa McLean, 1970
- Arene flexispina Leal & Coelho, 1985
- Arene fricki (Crosse, 1865)
- Arene guttata McLean, 1970
- Arene hindsiana Pilsbry & Lowe, 1932
- Arene laguairana Weisbord, 1962
- Arene lurida (Dall, 1913)
- Arene lychee Cavallari & Simone, 2018
- Arene microforis (Dall, 1889)
- Arene miniata (Dall, 1889)
- Arene olivacea (Dall, 1918)
- Arene pulex Faber, 2009
- Arene riisei Rehder, 1943
- Arene socorroensis (Strong, 1934)
- Arene stellata McLean, 1970
- Arene tamsiana (Philippi, 1852)
- Arene tricarinata (Stearns, 1872)
- Arene variabilis (Dall, 1889)
- Arene venusta (Woodring, 1928)
- Arene venustula Aguayo & Rehder, 1936